# 554

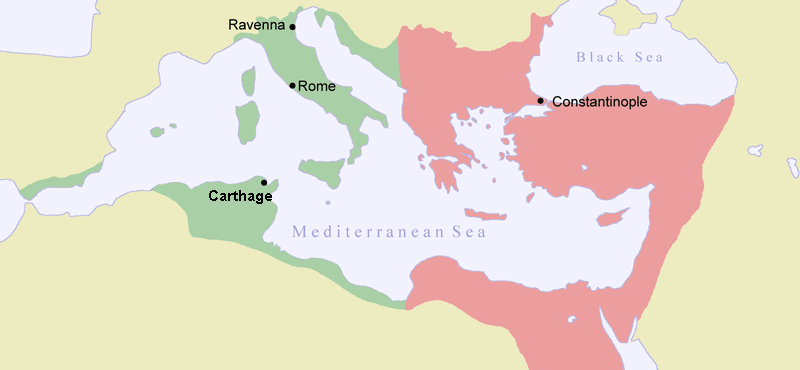
Het Byzantijnse Rijk tijdens keizer Justinianus I

Het jaar 554 is het 54e jaar in de 6e eeuw volgens de christelijke jaartelling.

## Gebeurtenissen

### Europa
- Slag bij Volturnus: Het Byzantijnse leger (18.000 man) onder bevel van Narses verslaat de Franken en Alemannen aan de rivier de Volturno (Rocchetta a Volturno) in Zuid-Italië.
- Einde van de Gotische Oorlog: Keizer Justinianus I herovert een groot deel van het voormalige West-Romeinse Rijk; waaronder Italië, Dalmatië, Africa en Zuid-Spanje.
- Byzantijnse troepen onder leiding van Liberius veroveren de verloren gebieden in Baetica (Spanje). De stad Granada in Andalusië wordt ingenomen.
- Athanagild (554-567) wordt in Toledo gekroond tot koning van de Visigoten. Hij erkent de suzereiniteit van het Byzantijnse Rijk.

### Azië
- De tweede en grootste van de twee Boeddha's wordt in de vallei van de provincie Bamyan (huidige Afghanistan) uitgehouwen.

## Natuurramp
- Een aardbeving op het eiland Kos vernietigt vele dorpen en het Asklepieion. (waarschijnlijke datum)

## Geboren
- Suiko, keizerin van Japan (overleden 628)

## Overleden
- Cerdic, koning van Wessex (waarschijnlijke datum)
- Liberius, Romeins aristocraat (waarschijnlijke datum)